# Himantura chaophraya
Espèce
Statut de conservation UICN

 VU A1bcde+2ce : Vulnérable
La raie géante d'eau douce (Himantura chaophraya) est une raie d'eau douce du sud-est asiatique. C'est un des 10 plus gros poissons d'eau douce de la planète connu.

## Description
Sa taille atteint les 240 cm (queue non incluse, on parle du diamètre des "ailes" ; avec la queue il peut mesurer près de 500 cm) et le poids de certains spécimens du Mékong ou de la Chao Phraya pourrait atteindre les 500-600 kilos.
Une équipe de scientifiques a, par exemple, capturé puis relâché en avril 2015 une raie d'eau douce Himantura chaophraya de 2,4 m de diamètre, 4,3 m de long et 400 kg dans la rivière Mae Klong, dans la province de Samut Songkhram à 80 km au sud de Bangkok. 

## Distribution et habitat
Cette espèce vit dans les régions asiatiques tropicales entre les latitudes 20° Sud et 25° Nord. 
Elle a d'abord été décrite en Thaïlande, où elle vit dans la Chao Phraya (d'où elle tire son nom d'espèce), la Tha Chin et la Nan, le Mékong, la Bang Pakong et la Tapi. On la trouve aussi à Bornéo (bassin de la Mahakam au Kalimantan et Kinabatangan à Sabah). Les raies de ces différentes régions sont probablement isolées les unes des autres, et on ignore encore s'il s'agit de populations d'une même espèce ou d'un complexe d'espèces.
C'est un poisson bathydémersal (qui vit et se nourrit sur le fond en dessous de 200 mètres de profondeur d'eau), vivant en eaux douces ou saumâtres comme les embouchures fluviales. Himantura chaophraya préfère un habitat sableux.

## Reproduction
Cette raie est un poisson ovovivipare qui donne naissance à de petites raies mesurant 30 cm de diamètre.

## Alimentation
Himantura chaophraya est carnivore. Il mange au fond des cours d'eau des invertébrés, des crustacés et des poissons benthiques. 

## Menaces et protections
Ses populations sont en baisse, en raison de la surpêche, de la pollution et de la perte de son habitat, et certaines populations locales sont menacées d'extinction. 
L'espèce est protégée et fait depuis peu l'objet d'une aquaculture expérimentale.

## Référence
- Monkolprasit & Roberts 1990 : Himantura chaophraya, a new giant freshwater stingray from Thailand. Japanese Journal of Ichthyology 37-3 p. 203-208.